# Deruralizacja
Deruralizacja – proces stopniowego zmniejszania się udziału ludności wiejskiej w populacji ludzkiej danego obszaru.

## Deruralizacja w Polsce
Udział procentowy ludności wiejskiej w ogólnej populacji spada od początku XX wieku. W okresie przed I wojną światową wynosił on 70 procent, w roku 1990 – 38 procent. Od końca II wojny światowej udział ludności wiejskiej zmniejsza się, choć liczebnie pozostaje na takim samym poziomie – ok. 15 milionów.